# Robert Christison

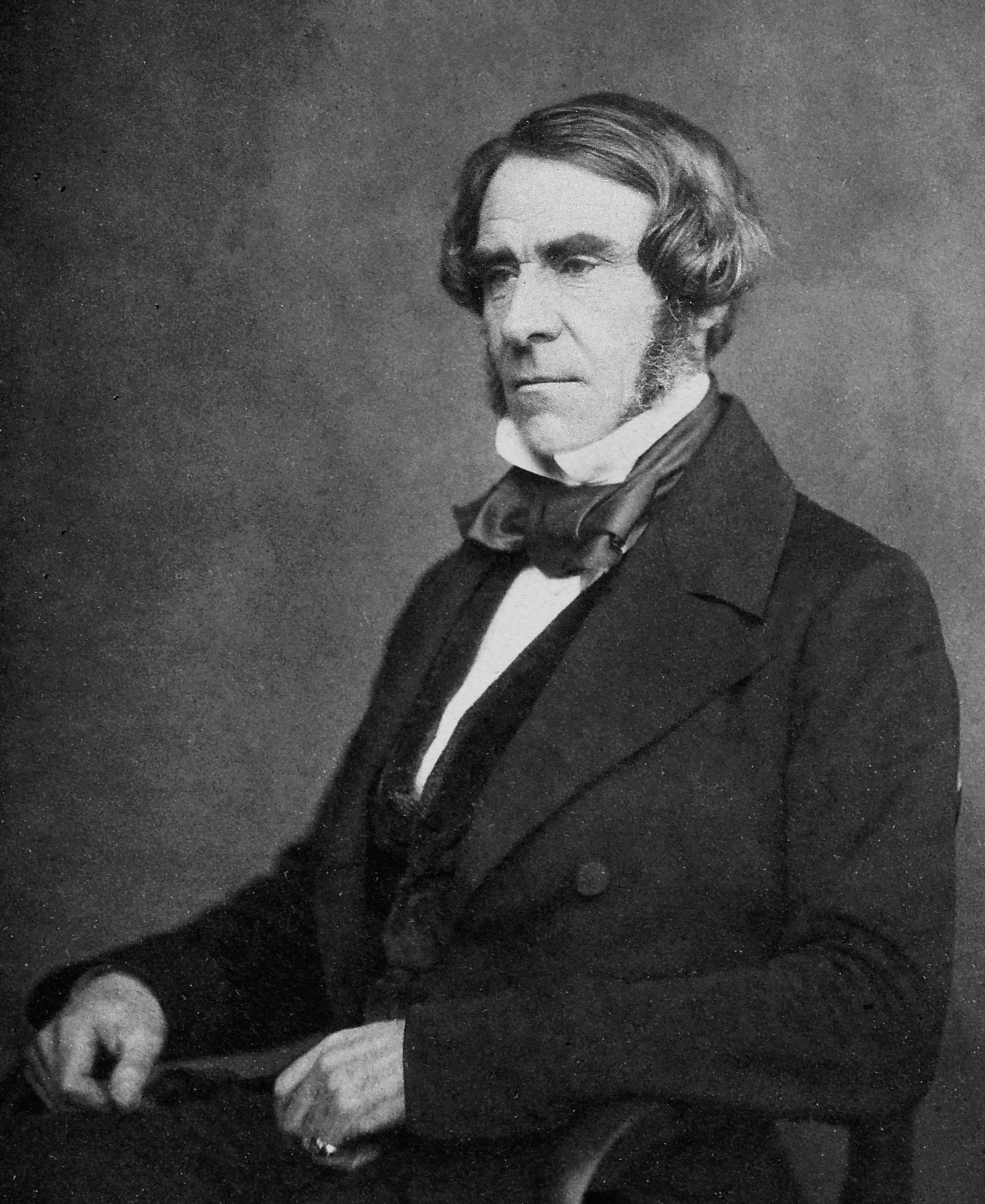
Robert Christison, Datum unbekannt

Robert Christison (* 18. Juli 1797 in Edinburgh; † 23. Januar 1882) war ein englischer Toxikologe, Rechtsmediziner und Hochschullehrer.

## Leben
Robert wurde am 18. Juli 1797 in Edinburgh geboren. Sein Vater, Alexander Christison, war Professor für Humanity (klassische Sprachen) an der University of Edinburgh (1806 bis 1820). Nach dem Besuch der Royal High School (Edinburgh) entschied sich Robert für das Medizinstudium und schloss sein Studium 1819 ab. Ab 1817 bis in den April 1820 assistierte er in der Edinburgh Royal Infirmary. Nach einer kurzen Zeit in London, überwiegend am St Bartholomew’s Hospital, ging Christison nach Paris, wo er sich überwiegend mit analytischer Chemie unter Pierre-Jean Robiquet beschäftigte. Er hörte auch einige Vorlesungen des Toxikologen Mathieu Orfila, dessen Arbeiten Christison stark beeinflussten.
Als Robert 1821 nach Edinburgh zurückkehrte, fand er sich unvermittelt in Konkurrenz mit seinem älteren Bruder um die soeben von William Pulteney Alison verlassene Regius-Professur für Rechtsmedizin. Die Entscheidung fiel Anfang 1822 zugunsten von Robert, der mit Empfehlung von Robiquet der einzige Kandidat war, der wesentliche Kenntnisse in Chemie aufweisen konnte.
Christison machte sich daran, die Rechtsmedizin in Edinburgh, speziell die Toxikologie, auf wissenschaftliche Beine zu stellen. Die Arbeiten von Orfila, den Christison in Paris kennengelernt hatte, waren damals in Großbritannien noch nicht absorbiert worden. Christison lernte Deutsch, um sein Fachwissen mit dortigen Quellen zu erweitern. Als Dozent aber auch als Zeuge vor Gericht war Christison bald logischer, genauer und unbestechlicher als irgendeiner seiner Vorgänger. Er wurde 1829 zum Berater der Krone für medizinische Fragen in Schottland ernannt und trat in den West-Port-Prozessen als Sachverständiger auf. Bis 1866 trat Christison in Schottland fast immer und in England häufig als Zeuge an, wenn ein medizinischer Sachverständiger vor Gericht benötigt wurde. Nach Aussagen der Zeitschrift The Scotsman waren Christisons Auftritte vor Gericht von bemerkenswerter Klarheit, die weder bei Anklage, noch Jury oder Verteidigung einen Zweifel an seiner Meinung ließen. Dabei fiel auf, dass Christison seine Unparteilichkeit lebte und hohe Gebühren für seine Aussagen ablehnte. Einige der von ihm beschriebenen Methoden zur Untersuchung von Leichen wurden übliche Praxis in solchen Fällen. Unter anderem führte er die Unterscheidung von Verletzungen ein, die vor und nach dem Tod eingetreten waren.
Die Untersuchungen der toxikologischen Wirkung von Oxalsäure, die Christisons Kollege Jean-Francois Coindet 1823 begonnen hatte, zeigten Christisons Begabung für Chemie und Toxikologie auf. Christison übernahm die Untersuchungsmethode und erweiterte die untersuchten Chemikalien um Arsen, Blei, Opium, gefleckten Schierling und weitere. 1846 war Christison der erste, der auf die Giftigkeit der Kalabarbohne hinwies. Seine Forschungen gab er nie auf. So untersuchte er die leistungssteigernde Wirkung des Cocastrauchs an seinen Studenten und sich selbst und erklomm unter dem Einfluss der Droge 78-jährig zweimal den schottischen Ben Vorlich (943 m).
Waren Christisons Vorlesungen anfangs noch spärlich besetzt, so wuchs seine Schülerschar schnell. 1827 wurde er zum Arzt an der Edinburgh Royal Infirmary bestellt. 1829 veröffentlichte er Treatise on Poison, dass 1845 in der vierten Auflage erschien. Das Buch wurde auch ins Deutsche übersetzt (1831, Weimar).
1832 verließ Christison die Regius Professur, um die seinen Neigungen stärker entgegenkommende Professur für Materia medica (Pharmazie) zu übernehmen, die er bis 1877 innehatte. Bis 1855 kombinierte er diese Professur noch mit einer Professur für praktische Medizin. Sein Ruhm als medizinischer Zeuge und seine Forschungen zur Brightschen Krankheit, einer Nierenerkrankung, und zu fiebrigen Erkrankungen verschafften ihm viel praktische Arbeit. 1839 und 1859 wurde er zum Präsidenten des Royal College of Physicians of Edinburgh gewählt. Er wurde später zum Leibarzt der Königin in Schottland berufen. Von 1868 bis 1873 war er Präsident der Royal Society of Edinburgh und 1875 Präsident der British Medical Association. 1876 lehnte er die Präsidentschaft der British Association ab. 1871 wurde Christison in den Adelsstand erhoben.
Christison nahm aktiv am Universitätsleben teil und wurde mehrere Jahre als Dekan der medizinischen Fakultät gewählt. Später war er Mitglied im University Court, dem Aufsichtsgremium der Universität, und Vertreter der Krone im General Medical Council (1858–1877). 1872, anlässlich Christisons 50tem Jahr als Professor der Universität, verlieh ihm die Universität of Edinburgh einen LL.D. ehrenhalber. 1877 gab er die Professuren auf und verlebte seinen Lebensabend bis zum 23. Januar 1882. Christison wurde auf dem New Calton Burial Ground beigesetzt.

## Bibliografie
- Treatise on Poisons, 1829
- Granular Degeneration of the Kidneys, 1839
- Commentary on the Pharmacopœias of Great Britain, 1842